# 全部、君のせいだ。
「全部、君のせいだ。」（ぜんぶ、きみのせいだ。）は、山崎エリイ1枚目のオリジナルアルバム。2016年11月16日にZERO-A / 日本コロムビアから発売された。

## 概要
- 声優・山崎エリイのソロデビューを飾るアルバム。楽曲ごとの世界観がそれぞれに色濃く、それらの曲にひとつずつ寄り添った歌声と表現の幅が印象的である。定番のポップスやバラード、ガールズロックにとどまらず、80年代の歌謡曲テイスト、EDMやゴシック曲などもあり、幅広い層が楽しめるナンバー揃いとなった[3]。オリコンチャート最高33位[2]。
- レコーディングに関し山崎は、「約4ヶ月間という長めの時間をいただきました。ですから、歌詞が何を意味しているのか、作曲家の方はどういう気持ちで曲を書かれたのかといったことに思いを至らせることができました。歌う時には、ディレクションしていただける方や、スタッフさん、作詞作曲編曲の方なども来てくださって、お言葉を頂戴したりもしました」と語っている[4]。また、「全体的なコンセプトやジャケット写真などは、私のアイデアを混ぜて作っていただきました」「1曲ごとのテーマや、制作者さんの想いを受け入れて形にしなくてはいけないので、すごく悩みました。でも、"この曲はこう歌ったから、次の曲はこう歌ってみようかな"みたいに、楽曲を通して新たな自分を探していくようで、楽しかったです」と振り返っている[5]。楽曲制作後に決まったというアルバムタイトルは、「数ある楽曲の中から『全部キミのせいだ』か『My first love』にするか、もしくはまったく新しいタイトルを作るかという話になりました」「私が最初にいただいた楽曲ですし、とてもグっときて印象に残るタイトルだったので」、という流れで『全部、君のせいだ。』になったとのこと[6]。

## 収録内容
| #         | タイトル                 | 作詞       | 作曲         | 編曲         | 時間  |
| --------- | ------------------------ | ---------- | ------------ | ------------ | ----- |
| 1.        | 「全部キミのせいだ」     | 大西洋平   | 小野貴光     | 玉木千尋     | 3:46  |
| 2.        | 「星屑のシャンデリア」   | 坂井竜二   | 佐藤陽介     | 佐藤陽介     | 3:44  |
| 3.        | 「Lunatic Romance」      | 櫻口葵子   | 櫻口葵子     | 佐藤清喜     | 3:55  |
| 4.        | 「空っぽのパペット」     | 金子麻友美 | 金子麻友美   | 佐藤清喜     | 4:56  |
| 5.        | 「雨と魔法」             | 飯泉裕子   | 佐藤清喜     | 佐藤清喜     | 4:52  |
| 6.        | 「ドーナツガール」       | 宮嶋淳子   | hisakuni     | hisakuni     | 3:55  |
| 7.        | 「Zi-Gu-Za-Gu Emotions」 | SUIMI      | Tak Miyazawa | Tak Miyazawa | 4:20  |
| 8.        | 「cakes in the box」     | 只野菜摘   | 横関公太     | 横関公太     | 4:27  |
| 9.        | 「アリス＊コンタクト」   | hotaru     | 柴田尚       | 佐藤清喜     | 4:25  |
| 10.       | 「My first love」        | 宮崎まゆ   | 宮崎まゆ     | 賀佐泰洋     | 4:59  |
| 11.       | 「星の数じゃたりない」   | 鈴木裕明   | 鈴木裕明     | 鈴木裕明     | 4:22  |
| 合計時間: | 合計時間:                | 合計時間:  | 合計時間:    | 合計時間:    | 47:47 |

| #         | タイトル                                 | 作詞 | 作曲・編曲 | 時間 |
| --------- | ---------------------------------------- | ---- | ---------- | ---- |
| 1.        | 「全部キミのせいだ」(ミュージックビデオ) |      |            | 4:12 |
| 合計時間: | 合計時間:                                | 4:12 |            |      |

## M1～M5について
- M1「全部キミのせいだ」は今作のリード曲で、テレビ東京「アニメマシテ」2016年11月のオープニングテーマ[9]。山崎いわく、「最初から最後まで違うものをペタペタと貼り付けたような、Aメロ、Bメロからサビ、落ちサビまでまったく違う見え方をする」ような楽曲で、色々な意味合いに取れる歌詞も合わせ、不思議な世界観を感じるポップス[6]。最初にレコーディングしたという同曲は、「歌い方が難しい楽曲なんです。ポップだけれど、盛り上がりすぎない。優しさも兼ね備えた楽曲で、歌い方について悩んでいた時に"ささやき声のような感覚を入れ込みつつ、Aメロを歌ってください"、"あまりサビで盛り上がりすぎないでください"とアドバイスをいただきました」とのこと。また、衝撃的な曲名に関し山崎は、「タイトルを見た時に"おお、『せいだ』って断定してる"と思って、これはパンチがある曲なんだろうなと」「でも、テーマとしては"全部キミのせいだ"じゃなくて"全部キミのおかげなんだ"という意味合いでした。それをちょっと照れながら言ってしまったという曲だったので、意外性のある楽曲だなと思いました」と語っている[4]。
- 『Cut』のインタビューで「何について歌ってる歌だと思いますか」と聞かれた山崎は、「歌詞に目を通したときは恋愛要素が強い曲なのかな、と思ったんですけど。ただ、そこにひとくくりできない歌かなって」と答えている。それを受けた記者が、「ですよね。これは、出会いの歌だと思います。"ボク"はエリイさん自身、"キミ"はまわりにいる人全部っていう歌かな」「"楽しくて眠れないよ"っていう歌詞が強烈に飛び込んできたんですけど、たぶんソロでデビューしてアルバムを作るのは、まさにそういう気持ちなのかな」と解釈の例を挙げており、山崎は「わくわくする気持ちとか、"どんな感じになるんだろう?"っていう気持ちですよね。やっぱり、自分が知らないことを常にやっていかなきゃいけないって思いますし、そういう意味では私の気持ちと同じです」と返している[10]。
- 「全部キミのせいだ」のMVは、「二人の山崎エリイ」が存在するように見える、鏡をたくみに使った演出が印象的な作品[11]。山崎いわくテーマは、「今現在の自分と、いずれなりたい自分が鏡で反射しているという構図が軸になっています。二人の自分がクロスする世界なんです」とのこと。「（この曲は）私の中で透明な世界が色づいてくようなイメージがあったのですが、PVもセピア的な色のない世界から、鏡に指を触れた瞬間、色がふわっと浮き上がる展開になっていて、まさに曲を象徴しているようなものに仕上がっていると思います」と続けているように、楽曲の展開同様に色合いが変わっていく映像となっている[12]。撮影の裏話としては、「至近距離で鏡を見つめたり、鏡越しにカメラ目線をしたりとか、屈折を使ったようなカメラワークにも苦労しました。"こっちを見て"と言われたと思ったら、"ゆっくり回って今度は別の鏡を使ってカメラを見て"とか」「あと、私も小道具を作ったんですよ。背景に飾るキラキラしたビーズがあったんですけど、それの糸がほどけてしまったのでスタッフさんたちが作り直していたんです。それを見て私もやってみたいなって思って、コロコロ転がってきたビーズを拾って糸を通していました(笑)」といったエピソードが語られている[6]。
- M2「星屑のシャンデリア」は、キラキラで幻想的なサウンドとクールな歌声が融合した楽曲。同曲について山崎は、「いただいたときに、"なんて!なんて!"って思ったくらい好きな曲です」「宮殿に迷い込んだ少女が、大理石の廊下を走っているような、場面がイメージしやすい歌詞です。だからこそ、どういう方向性で歌うべきか迷いました。クール系の楽曲なんですけど、低い声は違うだろうと思ったので、幼さは混ぜつつ、そこまで感情的にはなりすぎず……というあんばいで歌いました。2番からは静かになり、時計のリズムがカチカチと聴こえてくるので、ここだけ息混じりの歌声に」と語っている[6]。M2にして前曲とのコントラストが顕著であり、アニソンフェス「Animelo Summer Live」ゼネラルプロデューサーである齋藤光二氏に、「溶けるような声の表題曲のインパクトは絶大。でもそれで騙されちゃダメ、次の『星屑のシャンデリア』の歌声と表現力でぞくっとする程の衝撃を受けました。エリイさんの歌、マジ凄い」と評されるほどである[13]。
- M3「Lunatic Romance」は山崎いわく、「中森明菜さんとグループ・サウンズを混ぜた感じ」というロックテイストな歌謡曲[14]。80年代の歌やアイドルを敬愛する山崎は、「すごく楽しかったです。今まで歌ったことがないような感じの声とか歌い回しで歌おうと、デモを聴いた時から決めていたんです。でも、やっぱりやったことがないから難しくて…」と収録を振り返っている[15]。「80年代ガンガンで、低い声のクールで大人の女性というイメージ。でも、私にはそういった要素がまるでなくって」「低い声で話しかける……とまではいかないんですけど、ちょっと口をすぼめてしゃくりを意識するように歌いました。AメロやBメロには波があまりないので、その分サビで巻き返すように。高音でしゃくる箇所も、甘くなりすぎないようにクールでそのまま行こうと」という言葉どおり、M2と違い幼さは感じないクールナンバー[6]。
- M4「空っぽのパペット」は、「空っぽだったパペットの心に感情が生まれていく」という物語性や、メロディアスなギターとスピード感のあるサウンドが印象的な楽曲。「歌詞だけ見ると、可愛い系なのかなと思っていたんですけど、聴いた瞬間に衝撃を受けました。物静かで不思議系かと思いきや、裏声や低音など音域をたくさん使った激しい楽曲でしたね。そして、"あなたのおかげで感情や、知らなくていいことを覚えてしまった"というストーリーがあるので、感情的に歌うのは違うかなと思ったんです」と語った山崎は、パペットが感情を知った後のほうが表現として難しかったと続けている。「知る前は無機質っぽい歌い方だったんですけど、知った後は、どの程度感情が変化するのかを考えていきました。レコーディングの時の難易度が高すぎて、自分が思っていても、それを実際に表現できないと意味がないと思ったんです。スタッフさんから、"Aメロ、Bメロは柔らかいけど、サビになるとぐっと変わる。変化がなさそうであるから、しっかり確かめてみて"というディレクションを受けました」とのこと[6]。
- M5「雨と魔法」は、ゆったりと揺れるような心地よいサウンドと、雲間に見える太陽のように優しい歌声で彩るミディアムナンバー。実際に雨続きだったというレコーディングは、「悲しいことがあったり、つまずきそうなことがあったりしたときに、ぴったり合うような、心の支えになれるような歌詞やメロディですよね。なので、あまり作り込まずにシンプルに表現していきました。この楽曲が一番なにも考えずに歌えました。レコーディングではいろいろ考えながら歌っていたんですけど、最後に"何も考えずに歌ってみようか"って録ったテイクが使われたくらいです」とのこと[6]。また、「誰も見てないから すこし泣いてもいいよ」「なんにも言えないから ずっとそばにいるだけ」と寄り添うような歌詞について山崎は、「背中をそっと押してくれるような歌詞が、高校時代に同級生の女の子が公園で泣いてしまって、ブランコに乗りながらずっとなぐさめていたときの気持ちと似ていて。初めて歌入れのときに泣いちゃいました」というエピソードを語っている[14]。

## M6～M11について
- M6「ドーナツガール」は山崎いわく、「女の子の恋模様がふんだんに盛り込まれたキュンキュンする楽曲」で、ふわふわと重なるコーラスもキュートで浮遊感のあるポップナンバー。実際ドーナツの差し入れがあったというレコーディングでは、「曲がかわいいので、そこにどう近づけばいいんだろう……"どーなつ……どーなつ……"とドーナツを食べながら考えていました(笑)」とのこと。「あと、落ちサビで"見えてきそう 知らないNew World"という歌詞があるんですけど、ここは英語っぽい発音か、カタカナっぽい発音かで揺れていたんですけど、私が一番やりやすいのが英語っぽい発音だったので、そちらを採用していただきました」と別のこだわりを明かした山崎は、「"かわいいとはなんだろう"と、表現では一番さまよいました。"クールならこんな感じかな"というのが自分の中にあるんですけど、キュートさは難しいです」と続けている[6]。
- M7「Zi-Gu-Za-Gu Emotions」は、兄の影響でよく聴いているというEDMのテイストが混ざったエレクトロ・ポップ[14]。「私がリクエストした曲なんです。でも、直接"EDMを歌いたい"と言ったわけではなく、私が"EDMサウンドが好きなんですよー"と言っていたのを作・編曲のTak Miyazawaさんが聞いてくれていたみたいで、なので楽曲をいただくまでは知らなくて、びっくりしました」とのこと。また、ボーカロイドのようなエフェクトがかった歌声について、「中毒性が強いですよね。ちょっとロボットぽく歌っていて、なるべくビブラートは使わないように心がけました」「感情（を切る）というよりは、しゃべって、そのまま切る、みたいな。ビブラートもしゃくりも使わず平坦に歌って、そこからエフェクトをかけたら面白いんじゃないかなって。だから『Lunatic Romance』とかと比べて聴いていただきたいです」と語っている[6]。また、山崎のInstagramなどでは、ライブ参加者に向け振り付け講座が公開されている[16]。
- M8「cakes in the box」もまた、山崎のリクエストによって作られた仮面舞踏会のようなゴシック曲。「『ローゼンメイデン』シリーズが大好きで、（主題歌を担当していた）ALI PROJECTさんの曲もすごく聴いていて、そういうゴシックな雰囲気の曲を歌いたい」と提案した山崎は、「元々、ゴシック系やクラシックが好きなのもあって、一番歌いやすかったです。実は歌詞に載っていない部分にも呪文みたいに歌っているところがあるんです。意味があるのかなと思って辞書で調べたんですけど、ドイツ語やフランス語、イタリア語を混ぜて、本当の呪文みたいな感じにしていただいていたんです。レコーディング時のディレクションも、"もっと魔法を!"、"湯気や煙が出ているかのように"みたいな、この曲ならではですよね」と語っている[14][17]。
- M9「アリス＊コンタクト」は、わくわくとドキドキを感じるような、明るくかわいい80年代アイドル風の楽曲。途中に「ねえ、鳥たちが南へ飛んだなら」から始まるセリフパートがあり、山崎は「とにかく悩みました。歌パートを全部録音した後にセリフを録ったんですけど、歌のリズムに合わせながらセリフを言わなくてはいけないんです。4行にも渡る文章を次の"Hello!!"までに間に合わせなければならない！みたいに」と驚いたそうだが、「一回テストで"大体このくらいの尺なんだな"と音を聴いて、その後に"じゃあ一回やってみましょう"って録ったら、"大丈夫ですね"って」と、さすが声優といったエピソードが語られている[17]。さらに、「最後のセリフが結構恥ずかしくて!キャラソンならキャラクターになりきれるんですけど、自分でとなると、自分じゃできない!と思って(笑)、アリスって感じで言いました。初めて聴く方は、びっくりするかも」とインタビューに答えている[15]。
- M10「My first love」は山崎いわく、「好きな人」「尊敬する人」「大事な人」などに向けた、様々な愛に当てはまる温かなバラード。「サビでベルが鳴るんですけど、その幸せ感と言いますか。バラードは歌ってみたかったので優しくて温かい気持ちになれるような歌を目指しました」とのこと[15]。また、「"My first love"の歌詞は、一人ひとりの内に秘めた優しさを詰め込んで、いろいろな愛や絆に例えられる楽曲だと思います。私にとっては"家族に伝えること"だと感じました」と胸の内を明かしている[17]。さらに、「私にとって（大事な人が）家族というのはひとつあるのですが、普段応援してくださっている方とか、そういう方々への感謝の気持ちを何か声にして伝えられたら嬉しいなと思って、なるべくAメロBメロで語りかけるように歌って、サビでも温かさとかそういうものを残しつつ歌わせていただきました」「このデモ曲を家族の前で初めて流したとき、お父さんは"うーん"って感じで（うつむいてしまい）、お母さんは頬に涙が……みたいな。初めて見たんですよ、家族のそういうところ」とあるように、家族にとっても思い入れ深い楽曲になったとのこと[18]。
- M11「星の数じゃたりない」は、あえて最後に持ってきて締めたという、初挑戦のガールズロック。ZERO-Aレーベルのベストアルバムにも、「十代交響曲」「シンデレラの朝」と共に収録されている[19]。また、2018年開催の「ソロデビュー2周年記念イベント」内で行った、「山崎エリイ楽曲の中でおすすめの一曲ベスト3」企画にて第1位となった人気曲[20]。「ロックは初めて歌うので、巻き舌風なのかな、でも歌詞がロマンチックだからちゃんと伝えたいなとか、ゆっくり止まって、もう一回考えてを繰り返したレコーディングでした」とのこと。山崎の楽曲には、M2「星屑のシャンデリア」や2ndシングル「Starlight」など、星に関するタイトルや歌詞が多くあるが、M11に関してはそれ以外にも、「実は歌詞に含まれていないところに12星座が含まれているんです。作詞・曲・編曲の鈴木裕明さんが12星座の早見表を何パターンか持ってきてくださったんです。パターンごとに発音の仕方も違っていて、それをレコーディング前にみんなで考えていました」とあるように、細部にまでこだわった星が散りばめられている[17]。